# Kim Buchs
Kim Buchs (* 18. Januar 1991) ist eine ehemalige Schweizer Unihockeyspielerin, welche zuletzt Nationalliga-A-Verein UHC Kloten-Dietlikon Jets unter Vertrag stand.

## Karriere
Buchs startete ihre Karriere bei den Red Ants Winterthur und wechselte nach aus dem Nachwuchs der Red Ands in die Nationalliga B zu den Floorball Riders. In ihrer ersten Saison stieg sie mit den Riders in die höchste Schweizer Spielklasse auf. 
Nach drei Jahren bei den Riders entschied sich Buchs für einen Wechsel und schloss sich dem Spitzenverein UHC Dietlikon an. Bereits nach einem Jahr verliess Buchs Dietlikon in Richtung Laupen.
2018/19 spielte Buchs zeitweise für den UHC Kloten-Dietlikon Jets und beendete anschliessend ihre Karriere.